# Francisco da Fonseca Henriques
Francisco da Fonseca Henriques (Mirandela, 6 de Outubro de 1665 - Lisboa, 17 de Abril de 1731), foi um médico português, que se destacou como o autor da obra Aquilégio Medicinal, publicada em 1726.

## Biografia
Nasceu em 6 de Outubro de 1665, no concelho de Mirandela, motivo pelo qual era conhecido como Dr. Mirandela. Formou-se como médico na Universidade de Coimbra.
Começou a exercer como médico em Chaves. Após a conclusão do tirocínio, veio para Carvalhais, e cria um consultório em Mirandela em 1695. Alcançou uma grande reputação como médico, tendo sido nomeado como o clínico pessoal do rei D. João V quando este iniciou o seu reinado, em 1706. Fez parte da Real Academia de Ciências, e foi o autor de vários tratados científicos, incluindo aMedicina Lusitana e a Ânchora medicinal para conservar a vida com saúde. A sua obra principal foi o Aquilégio Medicinal, publicado em 1726, e que foi o primeiro inventário das águas minerais naturais em Portugal, sendo considerada como um marco histórico no património hidromineral do país. Entrevistada pelo jornal Público, a professora Maria Cândida Vaz, do Instituto Superior Técnico, descreveu a obra como «uma referência das análises de água que se fazia no IST. Naquela data não havia grandes conhecimentos, e ele fez um levantamento de todas as águas do país. É muito meritório porque desenvolveu uma área que teria ficado esquecida».
Faleceu na cidade de Lisboa, em 17 de Abril de 1731.